# (6045) 1991 RG9
(6045) 1991 RG9 (1991 RG9, 1971 OF1, 1980 FO9, 1990 DS9, 1993 BY6) — астероїд головного поясу, відкритий 11 вересня 1991 року.
Тіссеранів параметр щодо Юпітера — 3,638.